# العلاقات التنزانية القطرية
العلاقات التنزانية القطرية هي العلاقات الثنائية التي تجمع بين تنزانيا وقطر.

## مقارنة بين البلدين
هذه مقارنة عامة ومرجعية للدولتين:
| وجه المقارنة                                              | تنزانيا                        | قطر           |
| --------------------------------------------------------- | ------------------------------ | ------------- |
| المساحة (كم2)                                             | 947.30 ألف                     | 11.44 ألف     |
| عدد السكان (نسمة)                                         | 57.31 مليون                    | 2.64 مليون    |
| الكثافة السكانية (ن./كم²)                                 | 60.5                           | 230.77        |
| العاصمة                                                   | دودوما                         | الدوحة        |
| اللغة الرسمية                                             | اللغة السواحلية، لغة إنجليزية  | اللغة العربية |
| العملة                                                    | شيلينغ تانزاني                 | ريال قطري     |
| الناتج المحلي الإجمالي (بليون دولار)                      | 52.09 مليار                    | 167.61 مليار  |
| الناتج المحلي الإجمالي (تعادل القوة الشرائية) بليون دولار | 138.73 مليار                   | 316.40 مليار  |
| الناتج المحلي الإجمالي الاسمي للفرد دولار أمريكي          | 878                            | 73.65 ألف     |
| الناتج المحلي الإجمالي للفرد دولار أمريكي                 | 2.54 ألف                       | 141.54 ألف    |
| مؤشر التنمية البشرية                                      | 0.521                          | 0.850         |
| رمز المكالمات الدولي                                      | +255                           | +974          |
| رمز الإنترنت                                              | .tz                            | .qa           |
| المنطقة الزمنية                                           | ت ع م+03:00، توقيت شرق أفريقيا | ت ع م+03:00   |

## منظمات دولية مشتركة
يشترك البلدان في عضوية مجموعة من المنظمات الدولية، منها:
| علم المنظمة | اسم المنظمة                               | تاريخ انضمام تنزانيا | تاريخ انضمام قطر |
| ----------- | ----------------------------------------- | -------------------- | ---------------- |
|             | يونسكو                                    | 6 مارس 1962          | 27 يناير 1972    |
|             | وكالة ضمان الاستثمار متعدد الأطراف        | 19 يونيو 1992        | 22 أكتوبر 1996   |
|             | الأمم المتحدة                             | 14 ديسمبر 1961       | 21 سبتمبر 1971   |
|             | الاتحاد البريدي العالمي                   | ?                    | ?                |
|             | البنك الدولي للإنشاء والتعمير             | 10 سبتمبر 1962       | 25 سبتمبر 1972   |
|             | الاتحاد الدولي للاتصالات                  | 31 أكتوبر 1962       | 27 مارس 1973     |
|             | منظمة حظر الأسلحة الكيميائية              | ?                    | ?                |
|             | مؤسسة التمويل الدولية                     | 10 سبتمبر 1962       | 11 أكتوبر 2008   |
|             | المركز الدولي لتسوية المنازعات الاستشارية | 17 يونيو 1992        | 20 يناير 2011    |
|             | منظمة التجارة العالمية                    | 1995                 | ?                |
|             | منظمة الشرطة الجنائية الدولية             | ?                    | ?                |

## أعلام
هذه قائمة لبعض الشخصيات التي تربطها علاقات بالبلدين:
- أكرم عفيف (لاعب كرة قدم قطري، 18 نوفمبر 1996[21] – )
- رجب حمزة (لاعب كرة قدم قطري، 16 أكتوبر 1986[22] – )
- علي عفيف (لاعب كرة قدم قطري، 20 يناير 1988 – )

## وصلات خارجية
- موقع وزارة الخارجية التنزانية
- موقع وزارة الخارجية القطرية